# Baryphas
Baryphas Simon, 1902 è un genere di ragni appartenente alla famiglia Salticidae.

## Distribuzione
Le 5 specie oggi note di questo genere sono state rinvenute in varie località dell'Africa, soprattutto in Africa occidentale e meridionale.

## Tassonomia
A dicembre 2010, si compone di cinque specie:
- Baryphas ahenus Simon, 1902[2] — Africa meridionale
- Baryphas eupogon Simon, 1902 — São Tomé
- Baryphas jullieni Simon, 1902 — Africa occidentale
- Baryphas scintillans Berland & Millot, 1941 — Costa d'Avorio, Guinea
- Baryphas woodi (Peckham & Peckham, 1902) — Africa meridionale

### Specie trasferite
- Baryphas dubius Wesolowska, 1989; trasferita all ex-genere Luxuria, con la denominazione provvisoria di Luxuria dubia (Wesolowska, 1989), poi ridenominato in Wesolowskana Koçak & Kemal, 2008 in quanto nome già occupato in precedenza da un altro genere di molluschi; uno studio della stessa Wesolowska del 1998 ha ravvisato la sinonimia di questi esemplari con Wesolowskana lymphatica (Wesolowska, 1998)[1].